# Прилучный, Павел Валерьевич
Па́вел Вале́рьевич Прилу́чный (род. 5 ноября 1987, Чимкент, Южно-Казахстанская область, Казахская ССР, СССР) — российский актёр театра, кино, телевидения, озвучивания и дубляжа, продюсер и телеведущий.

## Биография

### Ранние годы
Родился 5 ноября 1987 года в Чимкенте Чимкентской области Казахской ССР. Отец — Валерий Дэль, боксёр (умер, когда Павлу было 13 лет). Мать — Любовь Юрьевна Прилучная, хореограф. Есть старший брат Сергей и сестра Елена.
С детства занимался хореографией, вокалом и боксом. После смерти отца переехал в Россию, в город Бердск Новосибирской области, причём уехал один, без матери. В юношеские годы занимался боксом. Во время тренировок получил около десяти сотрясений мозга. В 2001 году, в возрасте 14 лет, закончил с этим видом спорта.
В Новосибирске работал курьером и грузчиком, параллельно поступил в хореографическое училище, но вскоре ушёл оттуда из-за финансовых трудностей. После этого поступил в Новосибирское государственное театральное училище (курс В. А. Ахреева; бюджетное обучение), которое окончил в 2005 году.
В 2010 году окончил очное отделение режиссёрского факультета по специальности «Актёрское искусство» Российской академии театрального искусства (ГИТИС) в Москве (мастерская Сергея Голомазова).

### Карьера
Сразу после окончания института был принят в труппу Московского театра на Малой Бронной. Затем работал в Московском театре имени А. С. Пушкина и в Театре имени М. А. Булгакова («Булгаковский дом»).
Получил широкую известность после выхода на экраны боевика режиссёра Павла Санаева «На игре» (2009), где исполнил роль «Дока». В начале 2010 года снялся в сиквеле «На игре 2. Новый уровень».
Со 2 июля по 19 августа 2011 года участвовал в программе «Чета Пиночетов» на телеканале «НТВ».
В 2014 году снялся в главной роли в остросюжетном детективно-криминальном телесериале «Мажор» — в роли «мажора» Игоря Соколовского, неожиданно попадающего на службу в оперативный отдел полиции. За эту актёрскую работу Павел Прилучный получил несколько профессиональных наград, а газета «Комсомольская правда» 8 января 2015 года назвала актёра «открытием 2014 года». В октябре 2016 года «Мажор», имевший высокий зрительский рейтинг, стал первым российским телесериалом, права на трансляцию которого под названием «Silver Spoon» приобрёл американский сервис «Netflix». Успех первого сезона телесериала сподвиг его создателей на выпуск продолжений: «Мажор 2» (премьера — 14 ноября 2016 года), «Мажор 3» (29 октября 2018 года), «Мажор 4» (2 июля 2022 года); а также полнометражные фильмы «Мажор. Фильм» (2 января 2021 года) и «Мажор в Сочи» (22 декабря 2022 года) с Павлом Прилучным в главной роли.
С 16 сентября по 23 декабря 2017 года — ведущий развлекательного шоу «Короли фанеры» на «Первом канале».
11 сентября 2018 года на пресс-конференции, посвящённой запуску образовательной программы «Продюсирование кино и телепрограмм» холдинга «Газпром-медиа» (при поддержке «Группы компаний ГПМ КИТ» и телеканала «НТВ» совместно с Высшей школой культурной политики и управления в гуманитарной сфере (факультетом) МГУ имени М. В. Ломоносова) Павел Прилучный анонсировал свой дебютный продюсерский проект: 

«В этом сентябре запускается мой проект, в котором я не только актёр, но и продюсер — это сериал под рабочим названием „Царь горы“, совместно с „Киностудией КИТ“ и телеканалом „НТВ“…»— Павел Прилучный, 11 сентября 2018 года.
В 2019 году с участием Прилучного вышел мини-сериал «Призрак», а в 2021 году — триллер «Соври мне правду». В начале ноября 2022 года вышла комедия «Любовники» с Прилучным — продолжение картины «Любовницы» 2019 года.

### Личная жизнь
В 2009 году в ряде СМИ была опубликована информация о коротком романе Павла Прилучного с голливудской актрисой Никки Рид.
В 2012 году актёр сделал отопластику.
На съёмках телесериала «Закрытая школа» (2011—2012) Прилучный познакомился с актрисой и моделью латвийского происхождения Агатой Муцениеце. В 2011 году пара поженилась в одном из московских ЗАГСов. В 2013 году у них родился сын Тимофей. В 2016 году у пары родилась дочь Мия. В феврале 2020 года пара объявила о разводе, в этом же году завершился бракоразводный процесс.
В ноябре 2021 года у Прилучного обнаружили опухоль[уточнить]. Актёру сделали операции, в ходе которых ему в лицо вставили 6 пластин.
В 2022 году Прилучный женился на Зепюр Брутян, а в следующем году у пары родился сын Микаэль.

## Общественная позиция
В мае 2022 года поддержал вторжение России на Украину, заявив, что: 
«Мы должны поддержать наших ребят, которые там сейчас воюют за нас».
C 16 июня 2025 года внесён в список нежелательных лиц Латвии с запретом на въезд в страну на неопределенный срок.

## Творчество

### Театр
Новосибирский академический молодёжный театр «Глобус»
- «Белая овца» — Мышин
- «НЭП», мюзикл — Опришко

Учебный театр «ГИТИС»
- «Дни Турбиных» по одноимённой пьесе М. А. Булгакова — Леонид Юрьевич Шервинский, поручик, личный адъютант гетмана
- «Бесы» по одноимённому роману Ф. М. Достоевского — Федька Каторжный, вор, убийца

Театр имени М. А. Булгакова («Булгаковский дом»)
- 2012 — «Дни Турбиных» по одноимённой пьесе М. А. Булгакова (режиссёр — Татьяна Марек) — Леонид Юрьевич Шервинский, поручик, личный адъютант гетмана[32].

Другие театры
Работал в Московском драматическом театре на Малой Бронной и Московском драматическом театре имени А. С. Пушкина.

### Фильмография

#### Актёрские работы
— главная роль

| Год       |    | Название                                                 | Роль |
| --------- | -- | -------------------------------------------------------- | --- |
| 2007      | с  | Школа № 1                                                | хулиган |
| 2007      | с  | Детки в клетке                                           | Егор |
| 2009      | с  | Клуб (восьмой сезон)                                     | Рэй Макаров |
| 2009      | ф  | Любовь.ru                                                | Митя |
| 2009      | ф  | На игре                                                  | Руслан «Док» Авдеев |
| 2010      | ф  | На игре 2. Новый уровень                                 | Руслан «Док» Авдеев |
| 2010      | ф  | Детям до 16                                              | Максим |
| 2011—2012 | с  | Закрытая школа                                           | Максим Петрович Морозов                                                                                                   |
| 2011      | ф  | Моя безумная семья!                                      | Стас Подземельный, друг Кости                                                                                             |
| 2011—2013 | с  | Метод Лавровой                                           | Родион Александрович Долгов, 19-20 лет, бывший курсант Академии МВД, во втором сезоне перевёлся учиться в Санкт-Петербург |
| 2011      | с  | Жизнь и приключения Мишки Япончика                       | Леонид Утёсов (Лёдя) |
| 2012      | с  | Геймеры                                                  | Руслан Аркадьевич Авдеев («Док»)                                                                                          |
| 2012      | ф  | Самоубийцы                                               | парень-аферист |
| 2012      | ф  | Соловей-разбойник                                        | майор полиции |
| 2012      | ф  | Новогодний переполох                                     | Эрик, помощник Марии |
| 2012      | с  | Метод Фрейда                                             | Сергей Алексеевич Невежин, сотрудник следственного отдела, капитан юстиции (юрист 1 класса)                               |
| 2012—2013 | с  | Как выйти замуж за миллионера                            | Стас, однокурсник Жени |
| 2012      | ф  | В ожидании моря                                          | Ясан, сын Бальтазара |
| 2013      | с  | Дело чести                                               | Марат, брат Карины, член банды Фёдора                                                                                     |
| 2013      | ф  | Тёмный мир: Равновесие                                   | Семён «Сэм» Волков (Егор Сторожев), студент-мажор                                                                         |
| 2013      | с  | Дурная кровь                                             | Руслан Костомаров |
| 2014—2018 | с  | Тайный город                                             | Артём Сергеевич Головин                                                                                                   |
| 2014—2024 | с  | Мажор                                                    | Игорь Владимирович Соколовский, «мажор»                                                                                   |
| 2015      | ф  | Невидимки                                                | портье |
| 2015      | ф  | Счастье — это... (новелла № 7 «Купидон первого разряда») | Андрей, купидон |
| 2015      | с  | Квест                                                    | Денис Вадимович Мельников (Дэн), музыкант, диджей                                                                         |
| 2015      | с  | Королева красоты                                         | Феликс Сергеевич Крутский, журналист-международник                                                                        |
| 2016      | ф  | Барон / Baron                                            | Коля, сотрудник ФСБ |
| 2016      | с  | Беги!                                                    | Дмитрий Воронков, программист                                                                                             |
| 2016      | с  | Преступление                                             | Андрей Чистяков, следователь                                                                                              |
| 2017      | ф  | Любовь с ограничениями                                   | Миша Шмелёв, лже-инвалид-колясочник                                                                                       |
| 2017      | с  | Форс-мажор                                               | Виктор, медбрат |
| 2017      | ф  | Жизнь впереди                                            | Михаил, одноклассник и первая любовь Марии                                                                                |
| 2018      | ф  | Килиманджара                                             | Тимур |
| 2018      | ф  | Рубеж                                                    | Михаил Шуров |
| 2018      | с  | Жёлтый глаз тигра                                        | Сергей Михайлович Звягинцев, подполковник ФСБ                                                                             |
| 2019      | с  | Возмездие                                                | Юрий Шатохин |
| 2019      | с  | В клетке                                                 | Сергей «Волчок» Евдокимов                                                                                                 |
| 2019      | с  | Горе от ума                                              | Чацкий |
| 2019      | ф  | Союз спасения                                            | полковник Павел Пестель                                                                                                   |
| 2020      | ф  | Тень звезды                                              | Илья / Нейм |
| 2020      | ф  | Комета Галлея                                            | Полупанов |
| 2020      | ф  | Барон. Возвращение                                       | следователь Коля |
| 2021      | ф  | Мажор. Фильм                                             | Игорь Владимирович Соколовский                                                                                            |
| 2021      | ф  | Девятаев                                                 | Михаил Петрович Девятаев, советский лётчик-истребитель                                                                    |
| 2021      | с  | Призрак                                                  | Антон Сухарев («Призрак»)                                                                                                 |
| 2021      | ф  | Соври мне правду                                         | бывший парень старшей сестры                                                                                              |
| 2022—2024 | с  | Предпоследняя инстанция                                  | Максим Михайлович Маврин                                                                                                  |
| 2022—2024 | с  | Жизнь по вызову                                          | Александр Шмидт, («Мэджик»)                                                                                               |
| 2022      | ф  | Мажор в Сочи                                             | Игорь Владимирович Соколовский                                                                                            |
| 2022      | ф  | Любовники                                                | Саша, журналист |
| 2022      | ф  | Ёлки-иголки                                              | Игорь |
| 2022      | с  | Сны                                                      | Валерий Макаров |
| 2022      | с  | Союз Спасения. Время гнева                               | полковник Павел Пестель                                                                                                   |
| 2022      | ф  | Слон                                                     | Сергей |
| 2023      | мф | Коты Эрмитажа                                            | кот Макс |
| 2023      | с  | Лада Голд                                                | «Мидас» (Михаил Дасыгин), дедушка Артура                                                                                  |
| 2023      | с  | Макс и Гусь                                              | Дёма |
| 2023      | ф  | Новогодний шеф                                           | Виктор, владелец ресторана                                                                                                |
| 2023      | ф  | Вася не в себе                                           | Вася |
| 2024      | с  | Виноград                                                 | Егор Антонов |
| 2024      | ф  | Война и музыка                                           | Ильин |
| 2024      | ф  | Водитель-олигарх                                         | Тимур Бабурин |
| 2024      | ф  | Неприличные гости                                        | Дмитрий |
| 2024      | с  | Комбинация                                               | продюсер Александр Иратов                                                                                                 |
| 2024      | ф  | УничтоЖанна                                              | Дорад Сибасов |
| 2024      | ф  | Финист. Первый богатырь                                  | верблюд Джамал |
| 2025      | ф  | Мажор в Дубае                                            | Игорь Владимирович Соколовский                                                                                            |
| 2026      | мф | Простоквашино                                            | папа Дяди Фёдора |
| 2026      | ф  | Сказка о царе Салтане                                    | царь Салтан |

#### За кадром
| Год  |   | Название | Роль                             |
| ---- | - | -------- | -------------------------------- |
| 2019 | с | В клетке | автор идеи, генеральный продюсер |

### Роли в клипах
- 2011 — Elvira T — «Всё решено»
- 2018 — Леонид Агутин — «Две минуты жизни» (OST «Рубеж»)
- 2018 — Разумные игры — «На краю»
- 2019 — Мот — «Перекрёстки»
- 2021 — Катя и Волга — «Король»
- 2021 — Катя и Волга — «Мира шум»

### Телевидение
| Телепрограммы                           |
| --------------------------------------- |
| 2009 — «Только правда» («ДТВ»)          |
| 2011 — «Чета Пиночетов» («НТВ»)         |
| 2017 — «Короли фанеры» («Первый канал») |
| 2019 — «Главная роль» («Первый канал»)  |

## Признание и награды
- 2015 — лауреат XXVIII кинопремии «Kids' Choice Awards» американского детского телеканала «Nickelodeon» в локальной номинации «Любимый российский актёр»[36].
- 2015 — лауреат российской народной кинопремии некоммерческого характера «Жорж» в номинации «Российский герой года» — за исполнение роли Игоря Соколовского в телесериале «Мажор» (2014)[37][38].
- 2015 — номинация «Лучший актёр телефильма/сериала» на получение профессионального приза Ассоциации продюсеров кино и телевидения в области телевизионного кино за 2014 год — за исполнение роли Игоря Соколовского в телесериале «Мажор»[39].
- 2017 — лауреат национальной телевизионной премии «Дай пять!» в специальной номинации «Хочу быть, как ты»[40].